# Doris sticta
Doris sticta is een slakkensoort uit de familie van de Dorididae. De wetenschappelijke naam van de soort werd voor het eerst geldig gepubliceerd in 1923 door Iredale & O'Donoghue.